# Meroitische Schrift

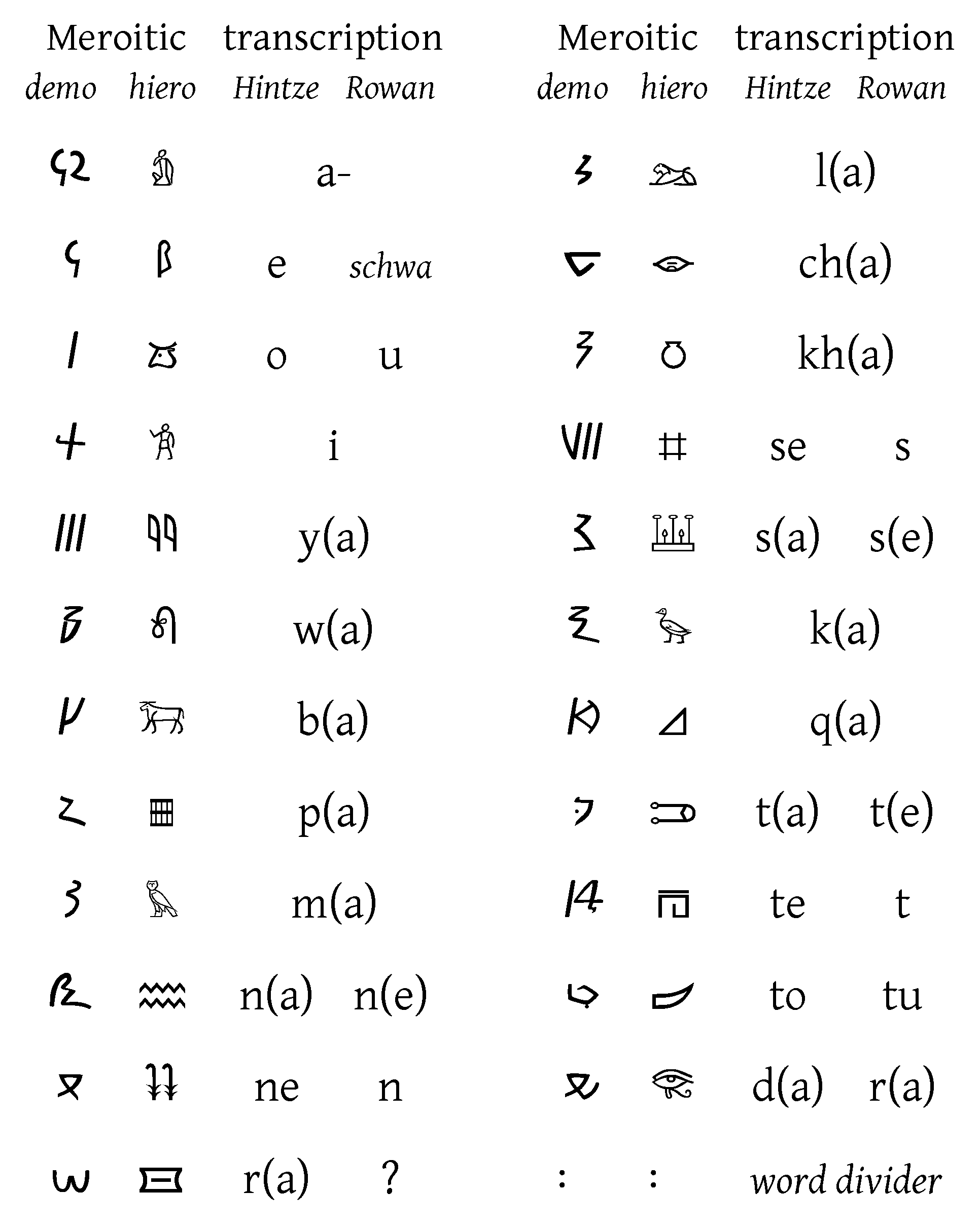
Die Buchstaben des meroitischen kursiven Alphabetes neben den meroitischen Hieroglyphen

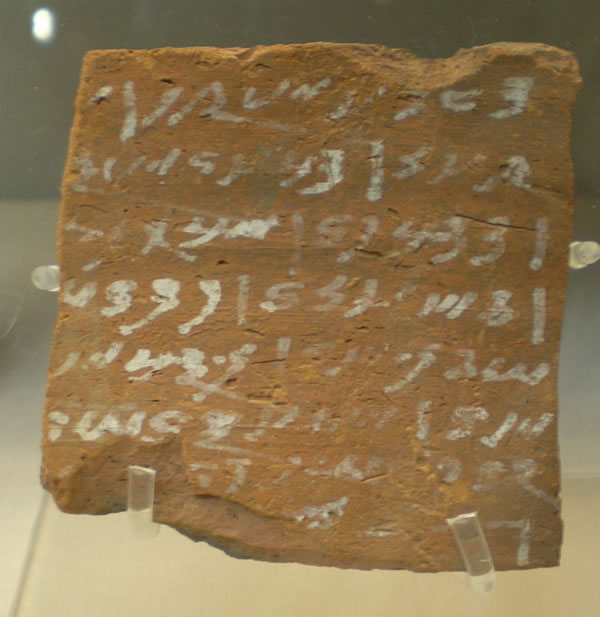
Eine Scherbe mit einer meroitischen Aufschrift, Britisches Museum, London

Die meroitische Schrift wurde in Nubien im 3. Jahrhundert v. Chr. von der ägyptischen Schrift abgeleitet. Sie wurde zur Wiedergabe der meroitischen Sprache im Reich von Meroe verwendet, das im Niltal im nördlichen Teil des heutigen Sudan bestand.
Die Inschriften in meroitischer Schrift können heute transliteriert werden, viele Texte bleiben aber dennoch unverstanden, da die meroitische Sprache noch nicht entschlüsselt werden konnte.

## Datierung
Die ersten Schriftversuche lassen sich unter Arqamani  (um 200 v. Chr.) datieren. Die älteste meroitische Inschrift stammt von Königin Shanakdakheto  (regierte ca. 170 bis 150 v. Chr.). Die letzten Zeugnisse dieser Schrift stammen wohl aus dem 5. nachchristlichen Jahrhundert.

## Hieroglyphische und demotische Schriftart
Ähnlich wie die Schrift im benachbarten Ägypten liegt die meroitische Schrift in zwei Schriftarten vor, einer bildhaften Hieroglyphenschrift und einer auch „(meroitisch-)demotisch“ genannten Kursivschrift. Es gibt keine systematischen Differenzen zwischen beiden Schriftarten, und ihre Zeichen sind direkt ineinander umsetzbar. Die Hieroglyphenschrift wurde vor allem für Tempelinschriften benutzt; ihre Zeichen ähneln deutlich denen der ägyptischen Hieroglyphen und sind auch weitgehend von ihnen abgeleitet. Die Kursivschrift war die Alltagsschrift, wurde auch für Totenstelen und Opfertafeln bevorzugt und ist insgesamt auf viel mehr Texten belegt. Auch die Zeichen der Kursivschrift dürften auf (kursive) ägyptische Schriftzeichen zurückgehen, doch ist das hier aufgrund der weniger distinktiven Formen schwerer nachzuweisen.

## Schriftsystem
Das System der meroitischen Schrift ist eine Abugida, liegt also zwischen dem einer Buchstabenschrift und einer Silbenschrift. Wolfgang Schenkel hat es als „Devanagari-System“ bezeichnet. Wie in der indischen Devanagari-Schrift gibt es für jeden Konsonanten je ein Zeichen, das aber gleichzeitig einen Vokal inhäriert, im Falle des Meroitischen a. Daneben gibt es Vokalzeichen, allerdings in der Regel nicht für a (ein von uns als a transliteriertes Zeichen bezeichnet nur a am Wortanfang). Wird ein Vokalzeichen gesetzt, so überschreibt es das inhärente a des vorhergehenden Konsonanten. Beispielsweise liest man geschriebenes B als ba, geschriebenes B+I als bi. Auf welche Weise Konsonanten ohne folgenden Vokal geschrieben wurden und ob es sie in der meroitischen Sprache überhaupt gab, ist umstritten.
Die meroitische Schrift besitzt 23 Alphabetzeichen, einen Worttrenner (zwei oder drei übereinanderstehende Punkte), sowie (nur in der Kursivschrift belegt:) eine Reihe von Zahlzeichen sowie einige wenige, selten vorkommende Symbole vermutlich für Maßeinheiten, deren Funktion aber noch weitgehend ungedeutet ist. Die Werte der Zahlzeichen konnten erst 2009 aufgrund eines neu gefundenen Ostrakons abschließend geklärt werden, auf dem ein antiker Schreiber die Zahlen in aufsteigender Folge notiert hat.

## Textdatenbank
Alle meroitischen Texte werden momentan in einer Computerdatenbank, dem Repertoire d’Épigraphie Méroïtique (REM), in Paris gesammelt. Die meroitischen Buchstaben sind seit Version 6.1 im Unicode-Standard enthalten: die Hieroglyphen unter U+10980–U+1099F und die demotische Kursivschrift unter U+109A0–U+109FF.